# Randy Napoleon

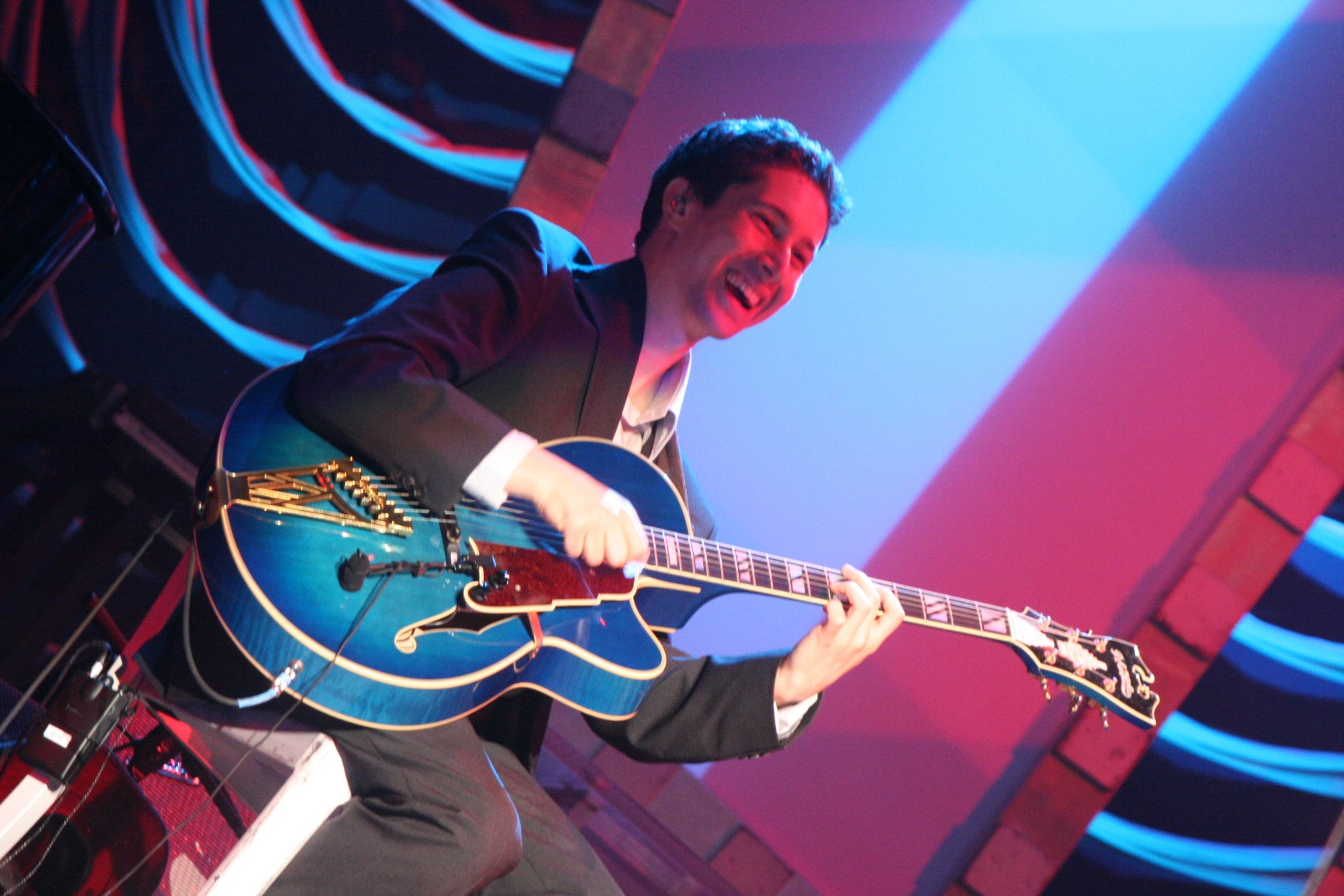
Randy Napoleon

Randy Napoleon (Brooklyn, New York, 1977) is een Amerikaanse jazzgitarist. Hij is lid van het Freddy Cole Quartet en de leider van het Randy Napoleon Trio. Napoleon is op tournee geweest met onder anderen Benny Green, het Clayton-Hamilton Jazz Orchestra en Michael Bublé.

## Biografie

### Jeugd
Napoleon verhuisde op jonge leeftijd met zijn familie naar Ann Arbor (Michigan).
Een van Napoleons eerste kennismakingen met muziek was in een big band op de middelbare school  in Ann Arbor. Deze band werd geleid door trompetspeler Louis Smith. Napoleon trad ook op in jazzclubs in Ann Arbor en leerde veel van jazzartiesten in de nu gesloten Bird of Paradise Club. Een evenement gesponsord door WEMU, een plaatselijke radiozender gespecialiseerd in jazz, hielp Napoleon zijn carrière te lanceren. 
Napoleon studeerde af aan de Universiteit van Michigan. Daarna vertrok hij naar New York.

### Carrière
Napoleon heeft een actieve carrière, zowel als sideman en als leider. Hij leidt onder andere een trio bestaande uit hemzelf, Quincy Davis (drums) en Jared Gold (B3 hammondorgel).  Zij hebben samen door heel de Verenigde Staten en het Verenigd Koninkrijk gereisd om optredens te geven, waaronder voor de BBC radio. 
Het Randy Napoleon Trio heeft inmiddels twee cd's uitgebracht: Enjoy the Moment en Between Friends. Ze worden vaak vergeleken met Wes Montgomery's organ trio. 
Van hem is ook een lid van Freddy Cole Quartet en reizen met de zanger/pianist. 
Napoleon heeft ook optredens gegeven met Benny Green (2000-2001), het Clayton-Hamilton Jazz Orchestra (CHJO) (2003-2004), en Michael Bublé (2004-2007). 

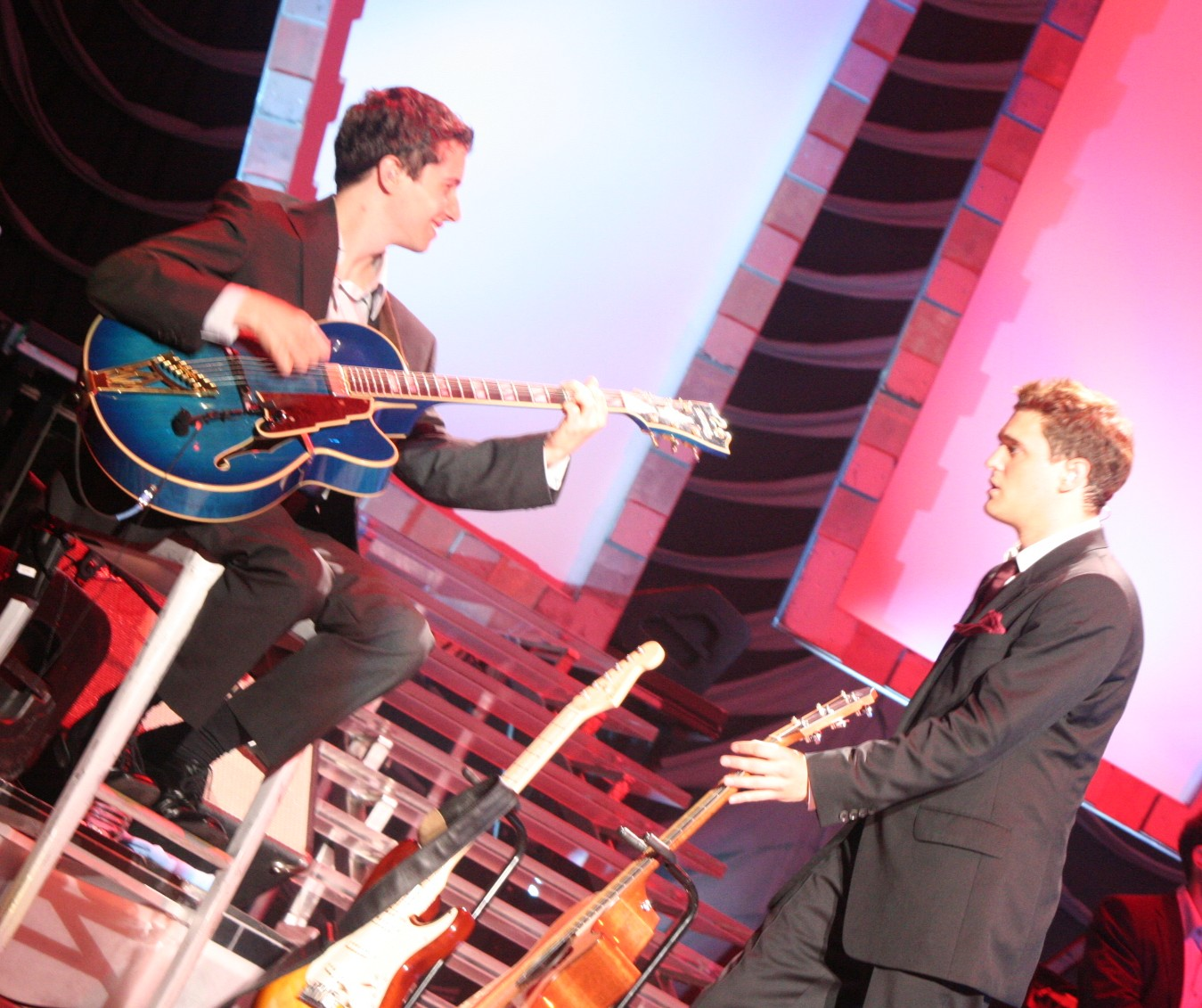
Napoleon met Bublé

Napoleon heeft ook opgetreden met andere jazzartiesten zoals Rodney Whitaker en Grady Tate.
Napoleon heeft in enkele grote concertzalen gespeeld zoals: het Centrum Lincoln in New York, het Centrum Kennedy in Washington DC, en Royal Albert Hall in Londen. In Nederland, heeft hij bij Zeebrasem Porgy en Bess, Heineken music hall, Ahoy, het North Sea Jazz Festival, en andere clubs en festivals gespeeld.

## Discografie
- Randy Napoleon: Soon
- Randy Napoleon: The Jukebox Crowd
- Randy Napoleon: Between Friends
- Randy Napoleon/Jared Gold: Enjoy the Moment
- Eric Comstock and Randy Napoleon: Bitter/Sweet